# Cascina
Cascina – miasto i gmina we Włoszech, w regionie Toskania, w prowincji Piza.
Według danych na rok 2004 gminę zamieszkiwało 38 356 osób, 485,5 os./km².

## Miasta partnerskie
- Umm Dreiga
- Saliès
- Sebnitz